# リタイ
リタイ（タイ語: พระเจ้าลิไทย、? - 1368年/74年）は、タイのスコータイ王朝の第6代国王（在位：1347年 - 1368年/74年）、仏教学者。第4代国王ルータイの長子であり、第3代国王ラームカムヘーンの孫にあたる。マハータンマラーチャー1世ともいわれる。

## 生涯
ルータイの存命中はシー・サッチャナライの総督を務めていた。ジャングラオ（カムペーンペット）の総督を務めていた弟との争いに勝利して即位した。
衰退していたスコータイの勢力はリタイの治世において一時的に回復し、かつて離反した周辺のムアン（都市）を再び支配下に置いた。リタイは新興のアユタヤ王朝、ラーンサーン王朝に対抗するため、1362年にピッサヌロークに遷都する。アユタヤとの友好関係を維持し、スコータイの独立を保った。
リタイの治世には北のシー・サッチャナライと南のカムペーンペット、スコータイを接続するプラ・ルアン街道が整備され、後世でも街道は痕跡をとどめている。

## 宗教活動
リタイの治世には仏教寺院、仏像が多く建立され、仏像の制作技術は極めて高い水準に達したと考えられている。セイロン島から高僧を招聘して寺院のサンガラージャ（長）に任命し、国内の仏僧を町で研究と教育に携わるガマヴァシ、森林地域で宗教生活を送るアルンヤヴァシに二分した。
正法王（タムマラーチャーティラート）を自称したリタイは仏教についての深い知識を有し、仏教の世界観について記述した『三界経』を著した。リタイの著書は、タイ語による文学作品の中ではラームカムヘーン大王碑文に次いで古いものだと考えられている。民衆の規範となるためにリタイ自身も一時期出家し、出家の習慣はアユタヤとチャクリーの国王、タイの男子に継承される。